# Éléazar (fils d'Aaron)
Pour les articles homonymes, voir Éléazar.
Éléazar est un personnage de l'Ancien Testament. Fils d'Aaron et d'Élishéba, neveu de Moïse, il épouse une des filles de Phuthiel. Éléazar et Ithamar continuent à servir en tant que prêtres devant Aaron leur père après que leurs deux frères Nadab et Abihu meurent sans fils. Éléazar devient le chef des chefs des Lévites avec la direction de ceux qui s'occupent du sanctuaire. Le prêtre Éléazar revêt l'autel de plaques provenant des encensoirs profanés par les révoltés Coré, Dathan et Abiron afin de rappeler que seule la descendance d'Aaron peut brûler l'encens. Une vache rousse est remise au prêtre Éléazar qui l'emmène hors du camp, elle est égorgée en sa présence et brûlée sous ses yeux puis ses cendres sont conservées pour préparer l'eau lustrale de purification. Moïse, Aaron et Éléazar gravissent le mont Hor. Moïse retire les vêtements sacerdotaux d'Aaron et en revêt Éléazar. Après la mort d'Aaron, Moïse et Éléazar redescendent du mont Hor. Éléazar devient le deuxième grand prêtre d'Israël. Éléazar et Moïse font un deuxième recensement des Israélites sortis d'Égypte dans les plaines de Moab, près du Jourdain, en face de Jéricho. Josué le fils de Noun est établi par Moïse comme son futur successeur en présence du prêtre Eléazar. Après la campagne menée contre les Madianites, à laquelle participe Phinées le fils d'Éléazar le prêtre, les prisonniers, les prises et le butin sont amenés à Moïse, à Éléazar le prêtre et à l'assemblée des fils d'Israël, au camp dans les plaines de Moab, près du Jourdain, en face de Jéricho. Moïse, Éléazar le prêtre et les chefs de l'assemblée sortent hors du camp, font le relevé des prisonniers, des prises et du butin et Éléazar le prêtre ordonne des mesures de purification. Éléazar le prêtre et Moïse partagent les prisonniers, les prises et le butin obtenus lors de la campagne contre les Madianites. Éléazar le prêtre, Josué fils de Noun ainsi qu'un chef de chaque tribu sont désignés à Moïse pour partager le pays de Canaan entre les fils d'Israël. Après le passage du Jourdain, ce partage est fait à Shilo.
Éléazar meurt et est enterré dans la colline de Phinées dans la région montagneuse d'Ephraïm. Son fils Phinées lui succède à sa mort.

## Commémorations
- L'Église orthodoxe célèbre Éléazar le 2 septembre.
- L'Église apostolique arménienne célèbre Éléazar et les autres « saints pères » le 26 juillet.